# Levande musik
Levande musik, eller livemusik efter engelskan, syftar på musik som framförs av mänskliga musiker, snarare än att återges från ett inspelningsmedium. Det är ett fall av det vidare begreppet 'levande framförande' som karakteriserar scenkonsterna. 
Begreppet används vanligen i motsats till andra termer som förinspelad musik, playback, singback eller akusmatisk musik. De flesta musikgenrer är i grunden tänkta för levande framföranden, men finns dessutom inspelade. Ett fåtal genrer som exempelvis elektroakustisk musik framförs alltid från en inspelning.